# スキーナ (駆逐艦)

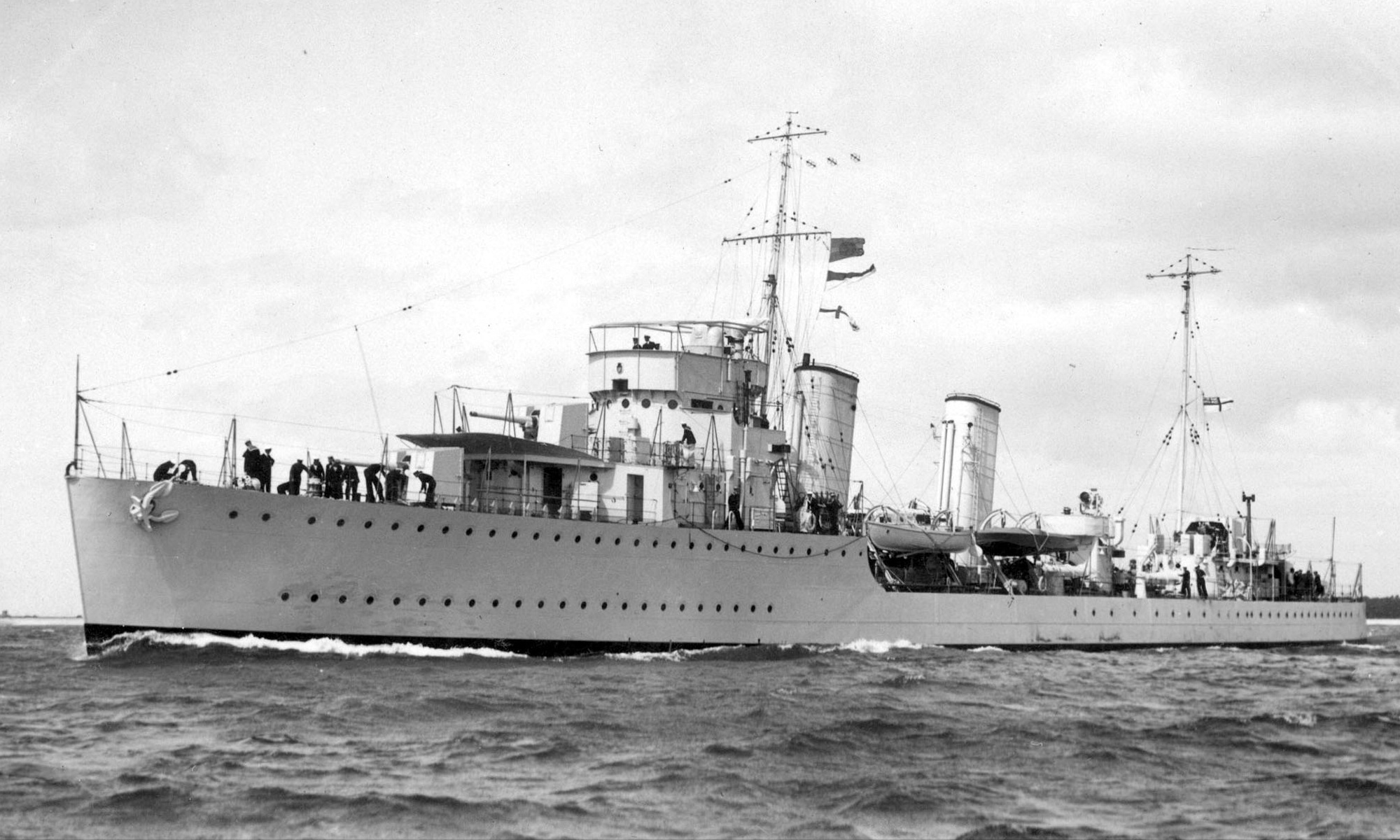
「スキーナ」

スキーナ (HMCS Skeena) はカナダ海軍の駆逐艦。イギリスのA級駆逐艦の改正型。

## 艦歴
1929年2月29日、ソーニクロフト社に発注。同年10月14日、起工。1930年10月10日、進水。1931年6月10日、ポーツマスで就役。同型艦「サグネイ」とともにハリファックスへ向かい、7月3日（6月29日）に到着。そこから「スキーナ」は駆逐艦「ヴァンクーヴァー」とともにEsquimaltへ向かった。
1932年1月22日に、パナマ運河地帯へ向かっていた「スキーナ」はAcajutlaへ派遣され、町の騒乱中イギリス人を艦内に滞在させた。1937年5月20日、「サグネイ」とともにジョージ6世戴冠記念観艦式に参加。1938年に「サグネイ」は西海岸配備を駆逐艦「フレーザー」と交代してハリファックスへ移り、同地で第二次世界大戦開戦を迎える。
「スキーナ」はアメリカ・西インド艦隊司令長官とその幕僚をバミューダへ運び、その後ハリファックス護衛部隊 (Halifax Escort Force) に加わった。「スキーナ」は1940年5月まで主にハリファックスからHXやHXF船団の局地護衛に従事した。
1940年6月に「スキーナ」はウェスタンアプローチ管区に加わり、船団護衛の他に対潜掃討などにも従事した。フランスからの兵員や避難者を運ぶ船団の護衛も行っている。1940年7月17日、ドイツ潜水艦に沈められたイギリス船「Manipur」の生存者65名を救助。9月2日、同じくドイツ潜水艦に沈められたイギリス船「Thornlea」の生存者19名を救助した。10月14日、アイルランド北西沖でドイツ潜水艦の雷撃を受けて被雷した仮装巡洋艦「Cheshire」の乗員220名（生存者230名）を救助。
1940年11月、第10護衛グループに加わった。12月15日、ポーランド駆逐艦「ブリスカヴィカ」が「スキーナ」と衝突。
1941年3月に「スキーナ」はハリファックスに戻り、6月にニューファンドランド護衛部隊 (Newfoundland Escort Force) の第24護衛グループに加わった。その後、第15護衛グループ、第11護衛グループに移っている。1942年1月、SC63船団護衛中に嵐で損傷。
1942年4月にC2護衛グループに加わり、7月31日にON115船団護衛であった「スキーナ」とコルベット「ウェタスキウィン」はドイツ潜水艦「U588」を沈めた。
1944年5月、「スキーナ」はロンドンデリーで第12護衛グループに加わった。その任務はノルマンディー侵攻時の海上交通保護であった。7月、ブレストから護衛艦を伴ってUボートが出航しているため、その攻撃に「スキーナ」などカナダ駆逐艦4隻が派遣された（ドレッジャー作戦）。4隻は7月6日に潜水艦を含む船団を攻撃し、哨戒艇「V-715」を沈め、潜水艦にも命中弾を与えた。7月24日、「スキーナ」はドイツ軍の攻撃を受けたが、回避に成功した。8月12日、包囲下にあるAudierne湾の守備隊への補給を試みるドイツ船舶に対する攻撃（キネティック作戦）に参加。「スキーナ」など駆逐艦4隻はブレストの南で機雷原啓開船「Sperrbrecher 157」、哨戒艇「V719」、「V720」と交戦した。この作戦時、「スキーナ」と駆逐艦「カペル」が衝突した。
1944年9月、「スキーナ」はUボート狩りを任務とする第11護衛グループに加わった。10月25日、強風のためレイキャヴィークに避難していた「スキーナ」は走錨してヴィーズエイ島に座礁。岸に向かおうとしたカーリーフロートが転覆して15名が死亡した。「スキーナ」は全損とされ、1945年6月に売却されてその後解体された。